# Delhi FC
El Delhi FC es un equipo de fútbol de la India que juega en la I-League, la segunda división nacional.

## Historia
Fue fundado en el año 1994 en la ciudad de Delhi, pero fue hasta el año 2009 que participó por primera vez en competiciones nacionales cuando logró el ascenso a la FD Senior Division. Afiliado con la Football Delhi, el club regularmante participa en el sistema de la Delhi Football League, principalmente en la Delhi Premier League.
En agosto de 2020 el Minerva Academy liderado por Ranjit Bajaj compró el 90% de las acciones del club luego de vender al Punjab FC.

El Delhi FC participó en la Durand Cup de 2021 y alcanzó la ronda de cuartos de final luego de vencer al gigante de la ISL Kerala Blasters por 1-0.
En mayo de 2023 el club ganó el título de la I-League 2 y con ello el ascenso a la I-League por primera vez, siendo el primer equipo de Delhi en ascender a la I-League por mérito deportivo. El club contrató a Yan Law como el entrenador en su primera temporada en la I-League. En septiembre de 2023 el club participó en la primera edición de la Climate Cup en Ladakh, de la que fue el campeón luego de vencer en la final al Tibet National Sports Association por 6–0.

## Palmarés
- I-League 2nd Division/I-League 2 (1): 2022–23
- FD Senior Division/Delhi Premier League (1): 2021–22
- DSA B Division (1): 2001[17]
- Bordoloi Trophy (1): 2022[18]
- Climate Cup (1): 2023[15]
- Principal Harbhajan Singh Memorial Tournament (1): 2022[19]
- Shandar Football Tournament (1): 2021[20]
- Shaheed Bhagat Singh Cup (1): 2022[21][22]
- Chakradhar Deka Memorial Cup (1): 2022[23]
- All Open Football Tournament (1): 2022[24]

## Clubes afiliados
- Minerva Academy FC (2020–presente)[5][6]